# Unió adhesiva d'oblies de semiconductor

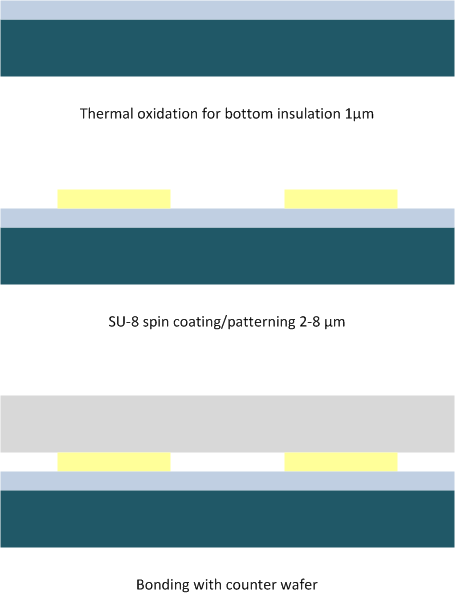
Esquem del Procés d'unió d'oblies amb SU-8.

La unió adhesiva d'oblies de semiconductor (també anomenada encolat o encolat) descriu una tècnica d'unió d'oblies amb l'aplicació d'una capa intermèdia per connectar substrats de diferents tipus de materials. Les connexions produïdes poden ser solubles o insolubles. L'adhesiu disponible comercialment pot ser orgànic o inorgànic i es diposita sobre una o ambdues superfícies del substrat. Els adhesius, especialment el ben establert SU-8, i el benzociclobutè (BCB), estan especialitzats per a la producció de MEMS o components electrònics.
El procediment permet temperatures d'unió a partir de 1000 °C fins a temperatura ambient. Els paràmetres de procés més importants per aconseguir una alta força d'unió són:
- material adhesiu
- gruix del recobriment
- temperatura d'unió
- Temps de processament
- pressió de la cambra
- pressió de l'eina

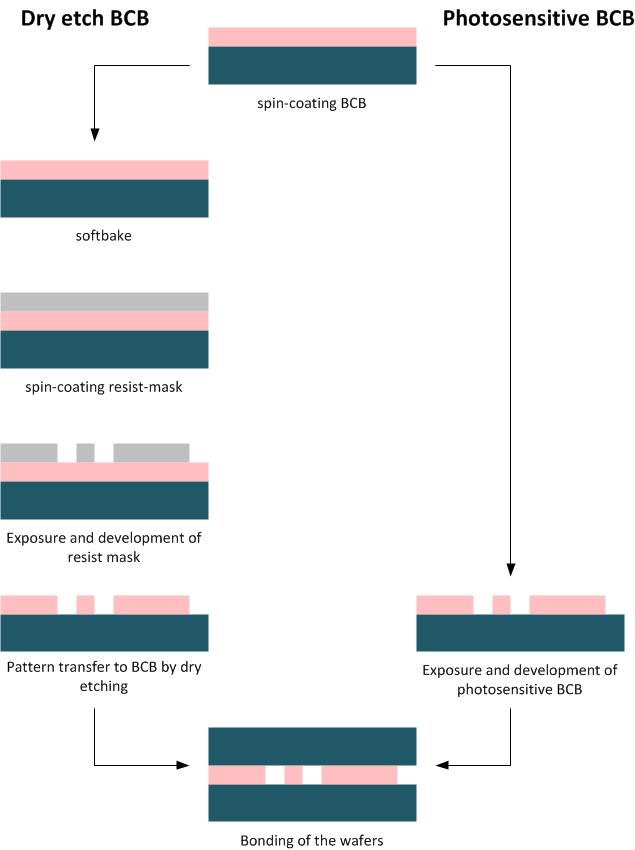
Esquemàtic del procés de gravat en sec i tècnica d'unió d'oblies amb fotosensibles BCB.

La unió adhesiva té l'avantatge d'una temperatura d'unió relativament baixa, així com l'absència de tensió i corrent elèctrics. A partir del fet que les oblies no estan en contacte directe, aquest procediment permet l'ús de diferents substrats, per exemple, silici, vidre, metalls i altres materials semiconductors. Un inconvenient és que les estructures petites es fan més amples durant el modelatge, cosa que dificulta la producció d'una capa intermèdia precisa amb un control de dimensions ajustat. A més, la possibilitat de corrosió a causa de productes amb gasos, la inestabilitat tèrmica i la penetració d'humitat limita la fiabilitat del procés d'unió. Un altre desavantatge és la manca de possibilitat d'encapsulació hermèticament tancada a causa de la major permeabilitat de les molècules de gas i aigua mentre s'utilitzen adhesius orgànics.
Els passos del procediment d'unió adhesiva es divideixen en els següents:
1. Neteja i pretractament de superfícies de substrats
2. Aplicació d'adhesiu, dissolvent o altres capes intermèdies
3. Substrats de contacte
4. Capa intermèdia d'enduriment

Els adhesius més consolidats són els polímers que permeten connectar diferents materials a temperatures ≤ 200 °C. A causa d'aquests elèctrodes metàl·lics de baixa temperatura de procés, l'electrònica i diverses microestructures es poden integrar a l'oblia. L'estructuració de polímers així com la realització de cavitats sobre elements mòbils són possibles mitjançant fotolitografia o gravat en sec.